# 境木地蔵

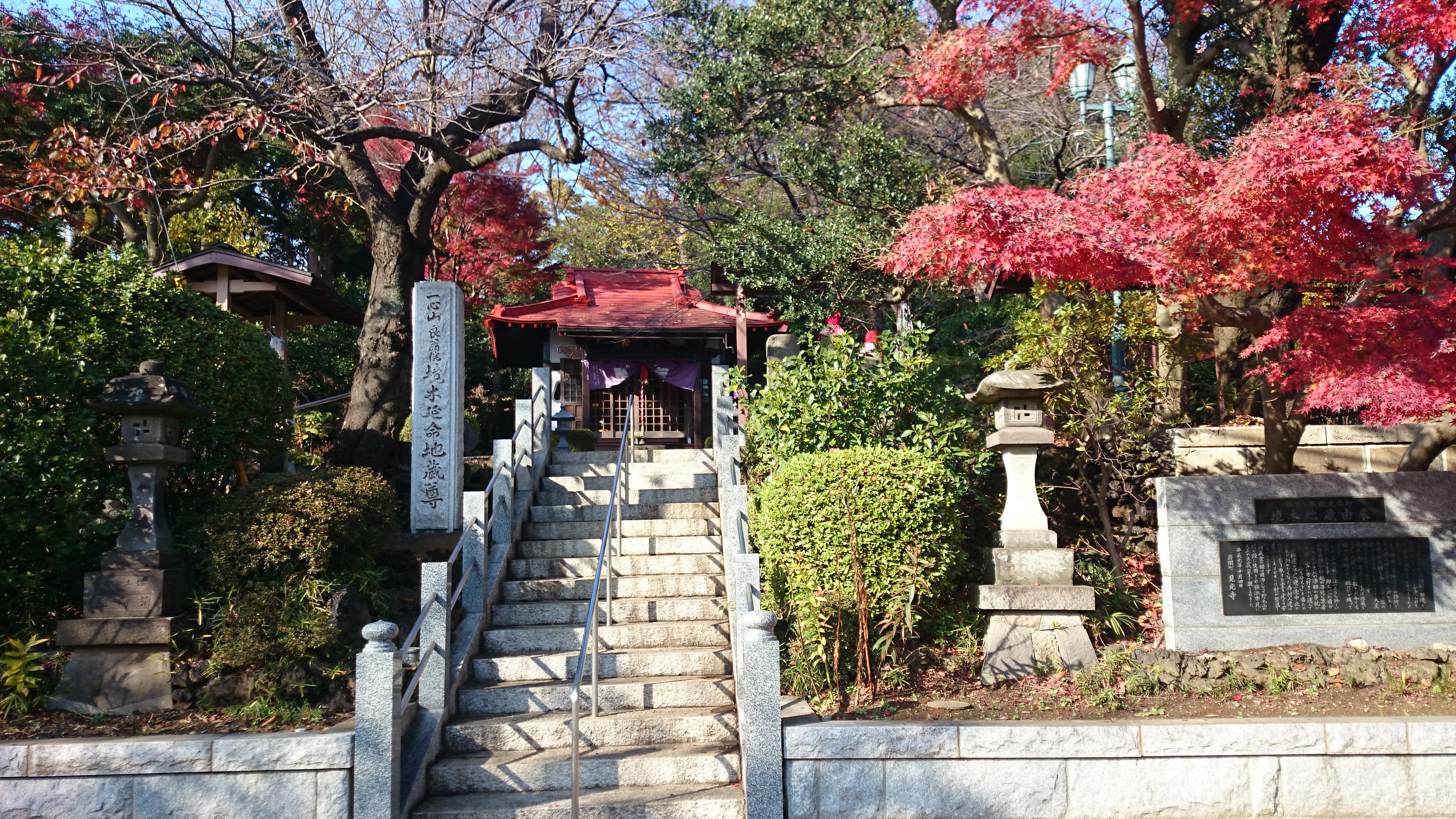
境木地蔵堂
裏手の緑地は「境木ふれあい樹林」

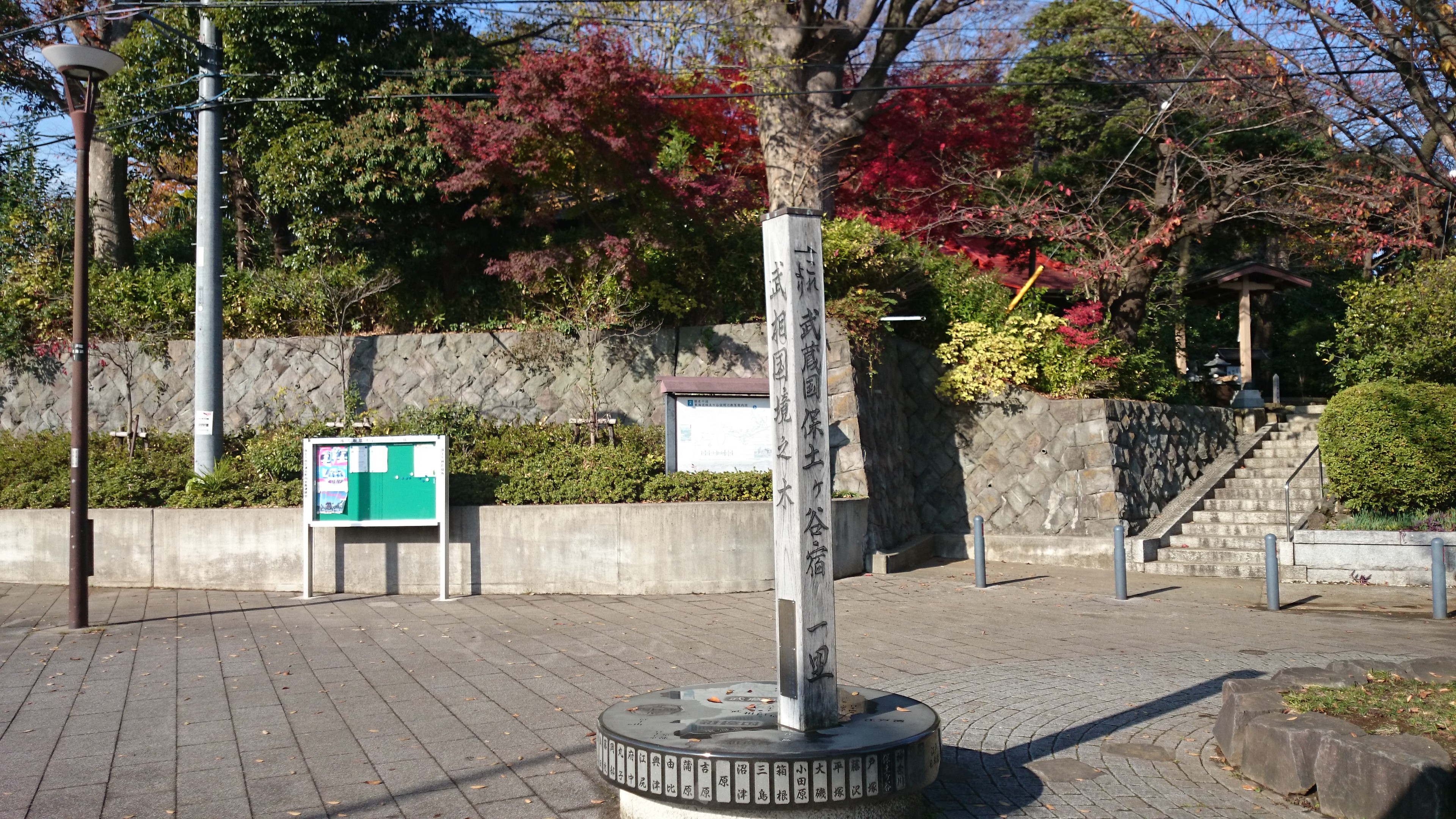
武相国境之木

境木地蔵（さかいぎじぞう）は、神奈川県横浜市保土ケ谷区にある、地蔵菩薩を祀る仏堂。旧東海道の権太坂頂上にあり、武蔵国と相模国との国境にあたる。

## 歴史
伝承によれば、鎌倉の由比ガ浜に漂着した地蔵菩薩像を漁師が浜に祀ったところ大雨で流出してしまい、数年後腰越に流れ着いた。夢で地蔵から「江戸の方へ行きたい、途中で止まってしまったらそこに放置して構わない。」と告げられた漁師は、像を牛車に乗せて運んだが、当地で車が動かなくなってしまいそこに放置した。漁師から地蔵像を託された村民は、「どんな粗末なものでも構わないからお堂をつくってくれ、そうすればこの村を賑やかにしよう」と夢告により地蔵堂を作り安置したところ、地蔵への参拝客が集まり、有名なぼた餅屋ができるなどで村が繁盛したという。
堂が建立されたのは、万治2年（1659年）である。

## 境内・周辺
地蔵堂はもとは良翁寺の境内にあったが、同寺は関東大震災で被災して廃寺となり、現在は地蔵堂と江戸の吉原の寄進による手洗い鉢のみが残る。堂の所在地は旧東海道の権太坂頂上にあたり、江戸時代は茶屋が多く大変賑わった。また茶屋では焼餅が名物で、地蔵尊より戸塚よりの坂は焼餅坂とよばれる。また地蔵尊より数百メートル戸塚よりには、品濃一里塚（北緯35度25分57.2秒 東経139度33分52秒 / 北緯35.432556度 東経139.56444度）が江戸時代のままに残されている。
門前は2005年に拡幅整備され、地名の由来にもなった「武相国境之木」モニュメントが設置されている。
地蔵堂の近隣には境木商店街があり、5月 - 8月の最終金曜日に縁日が行われる。また境木商店街にある和菓子屋では「おじぞうさんもなか」といわれる境木地蔵をモチーフとした和菓子が名物となっている。
地蔵堂の裏手には、緑地公園、境木ふれあい樹林があり小規模な池なども存在する。

## 所在地・交通
神奈川県横浜市保土ケ谷区境木本町2-17
- 東戸塚駅より横浜市営バス210系統「境木地蔵尊」下車。
- 横浜市営バス106系統（桜木町駅・保土ケ谷駅東口経由）「境木中学校前」から徒歩3分。

## 関連文献
- 斎藤長秋 編「巻之二 天璇之部 境木」『江戸名所図会』 一、有朋堂書店、1927年、578-579頁。NDLJP:1174130/295。 （地蔵堂）